# 五十嵐浩晃のアタックヤング
五十嵐浩晃のアタックヤング（いがらしひろあきのアタックヤング）はかつてSTVラジオで放送されていた五十嵐浩晃がパーソナリティーを勤めるラジオ番組アタックヤングの日曜日、1981年4月5日放送開始、1983年4月放送終了。

## 放送時間
- 毎週日曜日24:30～25:20（月曜日0:30～1:20）

## 概要
主に五十嵐自身の身近な出来事、珍体験談などの話題を中心に番組が進行されていた。
一方ではがきを破かれる事もあった。
番組は主にポップス系の曲を中心に進行されていたが、1982年5月に入ってから五十嵐自身が急に細川たかしの曲『北酒場』が好きになったことで同曲を毎週必ずかけるようになり、そして「『ザ・ベストテン』（TBS）で『北酒場』を1位にする会」を作り、リスナーからはがきによる署名を集める企画まで行っていた。

## コーナー
- 真夜中のクイズコーナー
- ウンコーナー